# Fra' Diavolo (film, 1942)
Pour les articles homonymes, voir Fra Diavolo (homonymie).
Pour plus de détails, voir Fiche technique et Distribution.
Fra' Diavolo est un film italien réalisé par Luigi Zampa, sorti en 1942.

## Synopsis
Michele Pezza est un brigand connu sous le nom de Fra Diavolo et se bat avec ses hommes dans les montagnes de Campanie pour expulser les Français du royaume de Naples. Pour le récompenser de ses actions, le nouveau gouvernement napolitain le comble d'honneurs et le nomme colonel de l'armée régulière. Il épouse Fortunata, une noble napolitaine qu'il connaissait et aimait depuis qu'il était bandit, ils ont un fils. Mais à la longue, dans cette vie inactive entre confort et richesses, il éprouve la nostalgie de l'existence aventureuse qu'il a toujours menée. Lorsque les Français chargent à nouveau, il refuse de commander des soldats et reconstitue ses bandes irrégulières, qui ne se sont jamais dissoutes, et combat les étrangers sans quartier jusqu'à ce que, submergé par le nombre et les armes de l'ennemi, il soit capturé et condamné à mort. Grâce à l'intervention de Gabriella Del Prà, une dame influente sincèrement amoureuse de lui même si jamais réciproque, la peine est suspendue sous condition de soumission au nouveau gouvernement français. Pendant le voyage à Naples, Fra Diavolo parvient à s'échapper avec la complicité de Gabriella et se cache dans les montagnes Calabrais entrant dans la légende.

## Fiche technique
- Titre : Fra' Diavolo
- Réalisation : Luigi Zampa
- Scénario : Luigi Zampa et Nicola Manzari d'après la pièce de Giuseppe Romualdi et Luigi Bonelli
- Photographie : Giovanni Vitrotti
- Musique : Costantino Ferri et Umberto Paoletti
- Pays d'origine : Royaume d'Italie
- Format : Noir et blanc - 1,37:1 - Mono
- Genre : drame
- Date de sortie : 1942

## Distribution
- Enzo Fiermonte : Michele Pezza / Fra Diavolo
- Elsa De Giorgi : Fortunata Consiglio
- Laura Nucci : Gabriella Del Prà
- Cesare Bettarini : Carlo Consiglio
- Agostino Salvietti : Ciccio La Rosa, le chef de la police
- Carlo Romano : Tiburzio
- Loris Gizzi : le préfet
- Marcello Giorda : le général
- Emilio Petacci : le ministre du roi